# پان تفاردوفسکی (فیلم)
پان تفاردوفسکی (لهستانی: Pan Twardowski) فیلمی در ژانر فانتزی به کارگردانی هنریک شارو است که در سال ۱۹۳۶ منتشر شد.
این فیلم دربارهٔ شخصیت افسانه‌ای «پان تفاردوفسکی» است که در پیمانی فاوست‌گونه، تلاش می‌کند تا به معشوق خود دست یابد.

## گزیدهٔ بازیگران
- فرانچیشک برادنیویچ
- کاژیمیش یونوشا-استئوپوفسکی
- ماریا بوگدا
- الژبیه‌تا بارشچفسکا
- میه‌چیسواوا چویکلینسکا
- ماریا مالیتسکا
- یوزف ونگژین
- میخاو زنیچ
- یان کورناکوویچ
- استفان یاراچ
- بوگوسواو سامبورسکی
- استانیسواو شیه‌لاینسکی
- استانیسواف گرولیتسکی
- چسواف اسکونیچنی
- هنریک ژنتوفسکی
- ائوگنیوش کوشوتسکی
- آنیلا میشچیکوونا